# Hontanar
Hontanar – gmina w Hiszpanii, w prowincji Toledo, w Kastylii-La Mancha, o powierzchni 151,77 km². W 2011 roku gmina liczyła 200 mieszkańców.